# Very Large Crude Carrier
 (février 2023).
Si vous disposez d'ouvrages ou d'articles de référence ou si vous connaissez des sites web de qualité traitant du thème abordé ici, merci de compléter l'article en donnant les références utiles à sa vérifiabilité et en les liant à la section « Notes et références ».

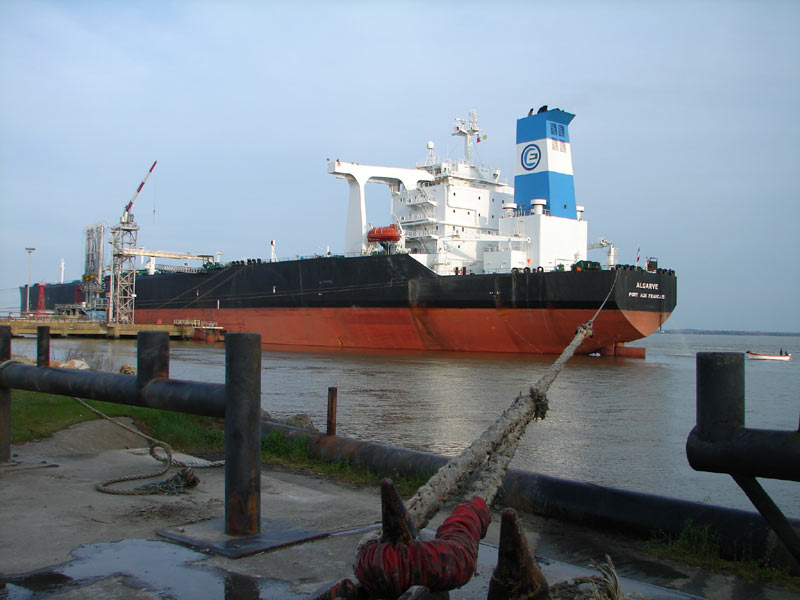
L’Algarve, pétrolier VLCC à Saint-Nazaire.

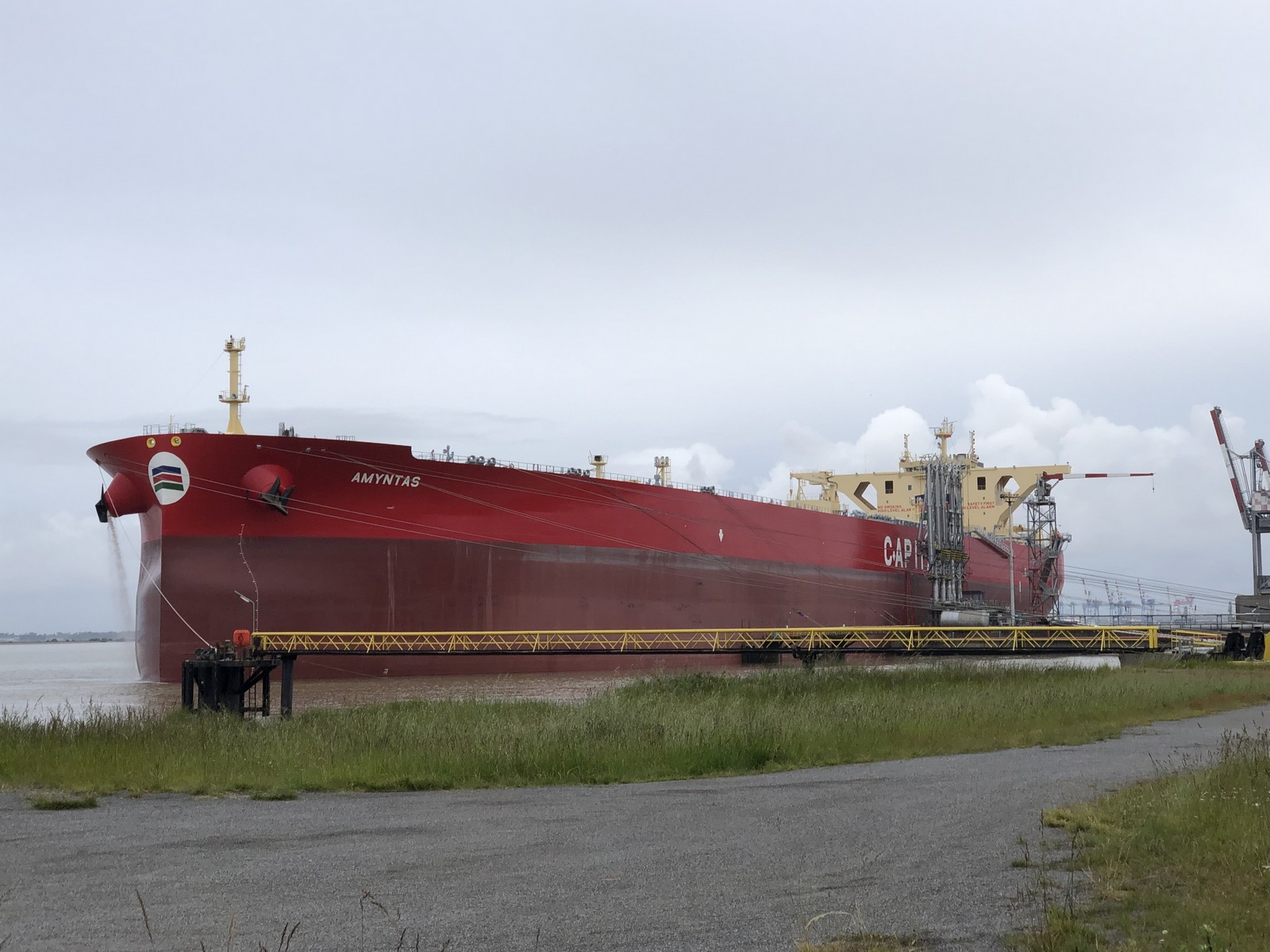
AMYNTAS, pétrolier VLCC mis en service début 2019 à Donges / Saint-Nazaire.

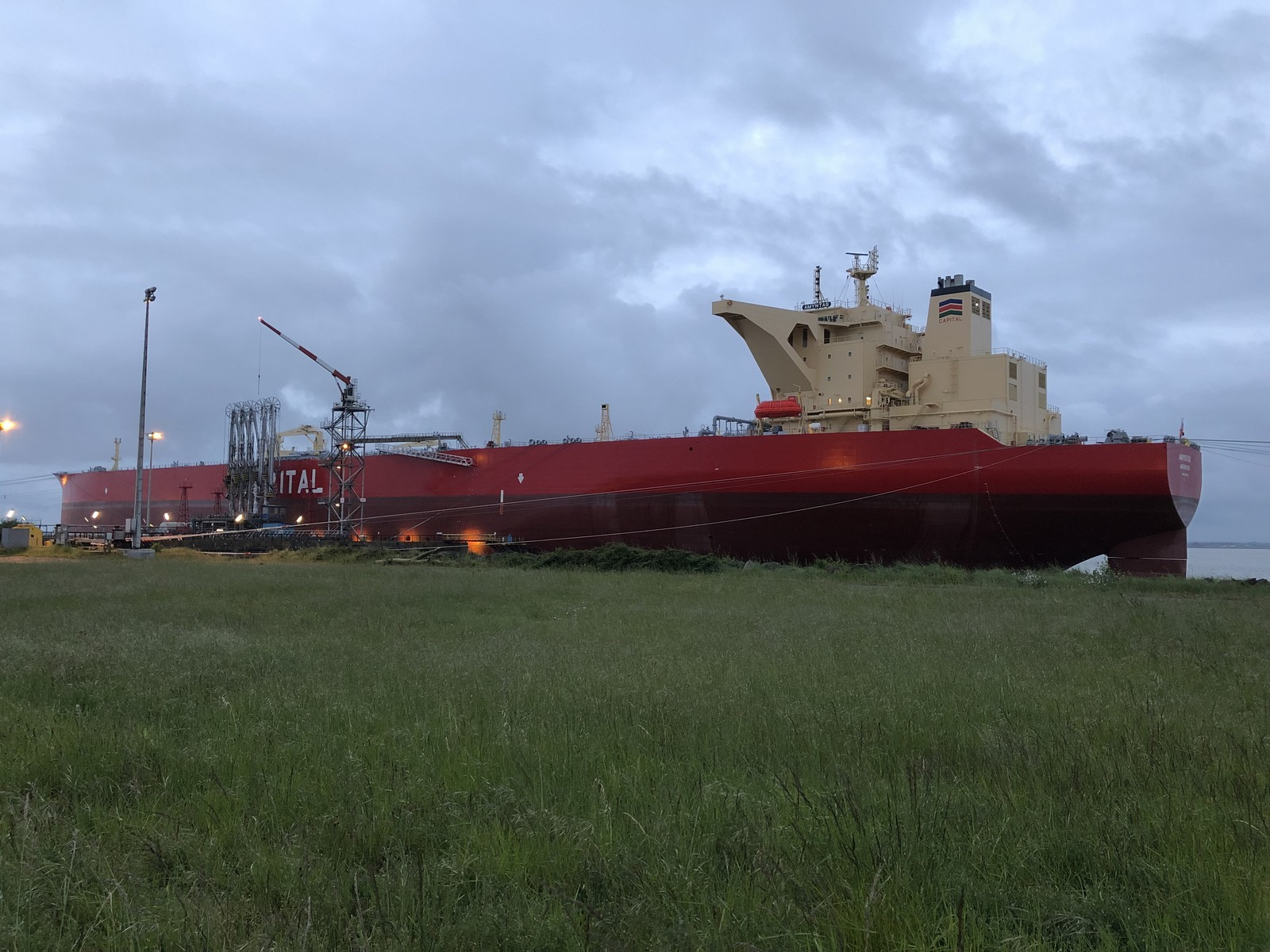
AMYNTAS, vue arrière.

VLCC est l'acronyme de Very Large Crude Carrier, soit en anglais « très grand pétrolier transporteur de brut ». Il s'agit d'une classe de pétroliers géants dont le port en lourd est compris entre 150 000 tonnes (fin de la taille Suezmax) et 320 000 tonnes (début de la taille ULCC). Ces navires ne peuvent passer ni par le canal de Suez (sauf allégement), ni par celui de Panama et doivent passer par les grands caps.
Ils ne transportent que du pétrole brut, depuis les grands centres de production (principalement au Moyen-Orient) vers les terminaux européens, américains et est-asiatiques. Il a existé près d'un millier de ces navires, mais la majorité n'est plus en service depuis la crise pétrolière des années 1970. Les constructions récentes sont moins ambitieuses et dépassent rarement les 300 000 tonnes.